# Portret Charles’a de Guise
Portret Charles’a de Guise – obraz hiszpańskiego malarza pochodzenia greckiego Dominikosa Theotokopulosa, znanego jako El Greco.
Portrety El Greca były już rozpoznane w dziewiętnastym wieku. W muzeum Prado jego portrety były jednak prezentowane jako pierwsze tuż obok tych ze szkoły weneckiej. Wiele innych portretów z tego okresu przysparzało trudności w ustaleniu autorstwa lub datowaniu. Na portrecie Charles’a de Guise znajdują się ważne informacje, dzięki którym można ustalić dokładną datę powstania obrazu. Na stole leży otwarta książka. Na widocznej stronie można dojrzeć datę 1572 oraz wiek modela – 56 lat (ANN / DNI / MDLXXII / ETATI / XLVII). Charles de Guise już w wieku 22 lat otrzymał godność kardynała od papieża Pawła III. Był bardzo ważną postacią w Kościele katolickim, uznaje się go za głównego zwolennika wprowadzenia reform katolickich; był politycznym przywódcą stronnictwa katolickiego w czasie wojen religijnych we Francji.
Portret Charles’a de Guise w XIX wieku był uznawany za dzieło włoskiego malarza Tintoretta, El Grecowi został przypisany dopiero w 1972 roku. Podstawą atrybucji były podobieństwa do innych dzieł malarza. W 1984 roku amerykański historyk sztuki Harold Wethey ponownie zakwestionował autorstwo El Greca. José Álvarez Lopera temat autorstwa uważa wciąż za otwarty. Według niego, z jednej strony portret jest dziełem dojrzałego artysty, którym El Greco jeszcze nie był w 1572 roku, ale z drugiej strony można się doszukać kilku elementów charakterystycznych dla El Greca z tego okresu oraz podobieństw do innego późniejszego portretu kardynała Fernanda de Guevary; taka sama niestabilność przestrzenna, podobny układ rąk i taka sama atmosfera obrazu.